# 栾景河
栾景河（1964年9月—2014年2月6日），黑龙江牡丹江人，中华人民共和国历史学家。
毕业于俄罗斯罗斯托夫国立大学，获得历史学博士。后进入中国社会科学院近代史研究所工作，历任中外关系史研究室主任，主攻中俄关系和历史。著有《通用汉俄俄汉标音会话手册》、《中俄关系的历史与现实》、《近代中国、东亚与世界》、《中俄关系的历史与现实》、《近代中国：政治与外交》等。2014年去世。